# Parque nacional de Torronsuo
El Parque nacional de Torronsuo (en finés: Torronsuon kansallispuisto) es un parque nacional en la región Tavastia propia de Finlandia. Incluso antes de su declaración como parque nacional en 1990, la superficie del pantano en su  estado casi natural era un área protegida. Su superficie es de 25,5 kilómetros cuadrados (9,85 millas cuadradas).
El área del parque es un pantano ombrotrófico típico, con una capa de césped grueso, con su parte media por encima elevada en sus bordes.
Torronsuo es valiosa por su avifauna y especies de mariposas. Aproximadamente un centenar de especies anidan en la zona. Parte de los pájaros y los insectos son especies que normalmente viven en las zonas del norte, y que no se ven mucho en otros lugares en el sur de Finlandia.